# Bahnhof Kirchheim (Teck)
Der Bahnhof Kirchheim (Teck) (1864–1899 Kirchheim u. Teck) ist der wichtigste Bahnhof der baden-württembergischen Mittelstadt Kirchheim unter Teck. Der heutige Bahnhof liegt am Streckenkilometer 6,465 der Bahnstrecke Wendlingen (Neckar)–Oberlenningen und wird von den Linien S1 der S-Bahn Stuttgart und RB 64 bedient.

## Geschichte
Der Kirchheim u. Teck genannte erste Bahnhof der Stadt wurde am 21. September 1864 von der Kirchheimer Eisenbahn-Gesellschaft als Endstation der ersten Privatbahn in Württemberg in Betrieb genommen. Mit Wirkung zum 1. Januar 1899 übernahmen die Königlich Württembergischen Staats-Eisenbahnen die Strecke und verlängerten sie am 1. Oktober desselben Jahres bis Oberlenningen. Hierzu musste das bisherige Kirchheimer Empfangsgebäude, welches sich ursprünglich – als klassischer Kopfbahnhof – in Stirnlage hinter den Prellböcken befand, um 90 Grad gedreht und etwas nach Westen verlegt werden. Dabei erhielt der neue Bahnhof den Namen Kirchheim (Teck).
Am 15. September 1908 ging die, mittlerweile aufgelassene, Zweigstrecke von Kirchheim nach Weilheim in Betrieb. Obwohl sie erst im heutigen Haltepunkt Kirchheim (Teck) Süd, bis circa 1940 Kirchheim (Teck) Vorstadt, begann, wurden ihre Züge von Anfang an von und nach Kirchheim (Teck) durchgebunden.
Zum Fahrplanwechsel am 26. September 1975 wurde die Bahnstrecke im Bereich Kirchheim weiträumig verschwenkt. Der innenstadtnahe Bahnhof wurde aufgegeben und weiter südlich an den Stadtrand verlegt. Auf dem Gelände des alten (zweiten) Kirchheimer Bahnhofs entstand das Einkaufszentrum Teck-Center. Die aufgegebene Trasse zwischen Ötlingen und dem ersten Kirchheimer Bahnhof (Kirchheim u. Teck) wurde unter anderem durch die Stuttgarter Straße überbaut.
Bereits in den 1970er Jahren plante die Deutsche Bundesbahn, die S-Bahn Stuttgart bis Kirchheim (Teck) zu führen. Die Umsetzung erfolgte jedoch erst zum 12. Dezember 2009, als die Linie S1 bis Kirchheim (Teck) verlängert wurde. Zur Abstellung der Züge wurde im westlichen Bahnhofsbereich eine neue Abstellanlage geschaffen.

## Empfangsgebäude
Das Empfangsgebäude des Kirchheimer Bahnhofs beherbergt heute ein Reisezentrum der Deutschen Bahn, einen Zeitschriftenladen und eine Bäckereifiliale.

## Bahnbetrieb
Der Bahnhof verfügt über drei Bahnsteiggleise, von denen zwei fahrplanmäßig genutzt werden. Gleis 1, ein Stumpfgleis nordöstlich des Hausbahnsteiges (Gleis 2), dient den Regionalbahnen Richtung Oberlenningen. Gleis 2 liegt am Hausbahnsteig und dient der Linie S1 als Ankunfts- und Abfahrtsgleis. Zwischen den beiden Durchfahrtsgleisen 2 und 3 lag ein Stumpfgleis. Gleis 3 am Mittelbahnsteig zwischen Gleis 2 und 3 dient vereinzelt als Abstellgleis von Zügen oder als Ersatz, wenn am Gleis 2 wegen Störungen keine Züge abgefertigt werden können.
Der Bahnhof Kirchheim (Teck) gehört bei DB InfraGO zur Preisklasse 4.
Bis Dezember 2009 fuhren zwischen Wendlingen (Neckar) und Oberlenningen Regionalbahnen der DB Regio AG. Sie verkehrten von Wendlingen bis Kirchheim zweimal stündlich und von dort bis nach Oberlenningen einmal stündlich. Morgens und abends wurden die Züge teilweise von und nach Plochingen durchgebunden.
Seit 2009 wird die Strecke zwischen Wendlingen und Kirchheim (Teck) von der Linie S1 der S-Bahn Stuttgart im 30-Minuten-Takt befahren. Im weiteren Verlauf verkehren stündlich (mit einzelnen Ausnahmen) Regionalbahnen der Linie RB 64 (früher R81).
Der Verband Region Stuttgart erwägt, den Bahnsteig 2 auf 96 cm zu erhöhen. Zu Kosten von fünf bis sieben Millionen Euro könnte damit die Barrierefreiheit verbessert und überschlagene Wenden ermöglicht werden.

### Regionalverkehr
| Linie                    | Strecke | Taktfrequenz    | Betreiber |
| ------------------------ | --- | --------------- | --------- |
| RB64                     | Kirchheim (Teck) – Kirchheim (Teck) Süd – Dettingen (Teck) – Owen (Teck) – Brucken – Unterlenningen – Oberlenningen | 60-Minuten-Takt | DB Regio  |
| Stand: 15. Dezember 2024 | |                 |           |

### S-Bahn
| Linie                    | Strecke | Taktfrequenz    |
| ------------------------ | --- | --------------- |
| S 1                      | Kirchheim (Teck) – Wendlingen (Neckar) – Plochingen – Esslingen (Neckar) – Neckarpark – Bad Cannstatt – Stuttgart Hbf (tief) – Schwabstraße – Vaihingen – Rohr – Böblingen – Herrenberg | 30-Minuten-Takt |
| Stand: 15. Dezember 2024 | |                 |

Die S-Bahn hat in Kirchheim eine Wendezeit von 13 Minuten. Ab Ende 2025 soll diese auf 9 Minuten reduziert werden.

### Busverkehr
Direkt an den Kirchheimer Bahnhof schließt sich der Zentrale Omnibusbahnhof (ZOB) mit insgesamt neun Bussteigen an. Dort verkehren Stadt- und Regionalbusse von OVK und WBG in die umliegenden Orte. Alle Linien sind in den Verkehrs- und Tarifverbund Stuttgart (VVS) integriert.